# Enric de Livònia
Enric de Livònia, també conegut com a Enric de Letònia (llatí: Henricus de Lettis), va ser un sacerdot catòlic, autor entre altres escrits de la crònica d'Enric de Livònia, i testimoni ocular dels esdeveniments històrics descrits en l'obra. Possiblement va néixer entre el 1180 i el 1188 a Alemanya, fet que es dedueix que fa ús del seu nom de pila alemany, i es refereix als alemanys en primera persona del plural; no obstant, també seria possible que fos livonià.
Segona la crònica, va tenir una educació germànica i catòlica, i des de molt jove va estar adscrit a la casa del príncep-bisbe Albert de Riga, qui el va ordenar sacerdot el 1208; va fundar una parròquia i va viure tota la seva existència en pau.
Les seves cròniques estan escrites des d'un punt de vista clerical, ja que la història de l'Església és part essencial del seu concepte històric de Livònia i va poder tenir origen com a informe per al llegat papal Guillem de Mòdena, a qui Enric va ser assignat com a intèrpret del 1225 fins al 1227. Guillem, un dels diplomàtics més hàbils del papat, es trobava a Livònia per a intervenir en una disputa interna entre els Germans Livonians de l'Espasa, i les reclamacions territorials dels bisbes catòlics.